# Margrethe Munthe

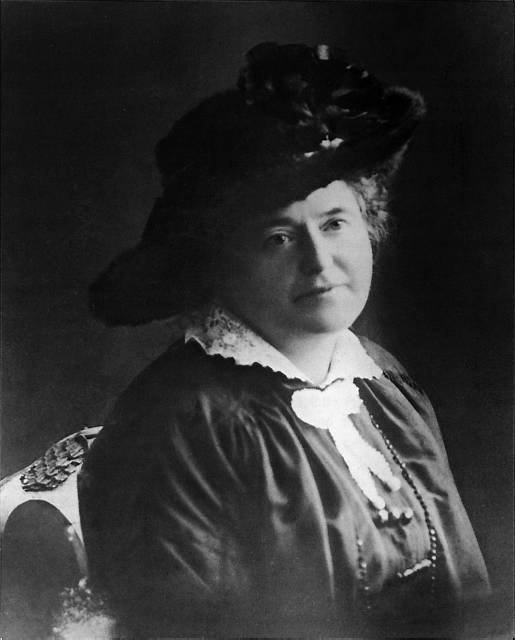
Margrethe Munthe

Margrethe Aabel Munthe (* 27. Mai 1860 in Elverum (Norwegen); † 20. Januar 1931) war eine norwegische Lehrerin, Schriftstellerin und Kinderbuchautorin.
Aus ihrer Feder stammen neben vielen Kinderbüchern vor allem zahlreiche bis heute in ganz Skandinavien populäre Kinderlieder, wie das sehr bekannte Geburtstagslied Hurra for deg, das Weihnachtslied På låven sitter nissen oder die Kinderlieder Å jeg vet en seter, Vi har ei tulle.
Als Lehrerin versuchte sie stets, kindgerechte Lieder und Gedichte zu schreiben, die das Auditorium mit Bewegungen verbinden kann. So haben sich zu vielen der gesungenen Werke bei bestimmten Textpassagen standardisierte Bewegungsabläufe, wie hüpfen, sich drehen oder aufspringen, etabliert. Munthe, die auch Sport unterrichtete, glaubte, so könnten die Stücke von den Kindern miterlebt werden.
Margrethe Munthe war die Schwester des norwegischen Malers Gerhard Munthe.